# Püchersreuth
Püchersreuth (im örtlichen bairischen Dialekt Bichasraid) ist eine Gemeinde im Oberpfälzer Landkreis Neustadt an der Waldnaab. Die Gemeinde ist Mitglied der Verwaltungsgemeinschaft Neustadt an der Waldnaab.

## Geografie
Die Gemeinde liegt in der Region Oberpfalz-Nord.

### Gemeindegliederung
Es gibt 20 Gemeindeteile (in Klammern ist der Siedlungstyp angegeben):
- Auerberg (Einöde)
- Baumgarten (Weiler)
- Botzersreuth (Weiler)
- Eppenreuth (Weiler)
- Ilsenbach (Kirchdorf)
- Kahhof (Einöde)
- Kotzenbach (Weiler)
- Lamplmühle (Einöde)
- Lindnerhof (Einöde)
- Mitteldorf (Weiler)
- Pfaffenreuth (Dorf)
- Püchersreuth (Pfarrdorf)
- Rotzendorf (Weiler)
- Rotzenmühle (Einöde)
- Sankt Quirin (Einöde mit Kirche)
- Stöberlhof (Einöde)
- Thomasberg (Einöde)
- Walpersreuth (Weiler)
- Wurz (Pfarrdorf)
- Ziegelhütte (Einöde)

Die Einöde Kronmühle ist mittlerweile abgebrochen.
Es gibt die Gemarkungen Eppenreuth, Ilsenbach, Püchersreuth und Wurz.

## Geschichte

Toreinfahrt ins Neue Schloss in Püchersreuth

Doppelwappen Sparneck – Hundt am Altar in Püchersreuth

### Bis zur Gemeindegründung
In Püchersreuth gibt es das Alte und das Neue Schloss. Während das Alte Schloss nur noch in verbauten Resten vorhanden ist, prägt das Neue Schloss den Ortskern. Das geräumige Anwesen besteht aus einem großen Innenhof, der von dem Wohntrakt und diversen Nebengebäuden eingefasst ist. Das Neue Schloss befindet sich in Privatbesitz. Zwei Doppelwappen (Hundt und Sparneck) weisen am Neuen Schloss und am Altar in der unteren Kirche auf die gemeinsame Verwaltung des Landsassengutes durch die beiden Familien hin. Der Besitz der Familie von Hundt in Püchersreuth wird mit dem Zeitraum 1663–1748 angegeben.
Der Ort Püchersreuth war Teil des Kurfürstentums Bayern und von Mitte des 17. bis Mitte des 18. Jahrhunderts Sitz einer geschlossenen Hofmark der Familie von Hundt. Im Zuge der Verwaltungsreformen in Bayern entstand mit dem Gemeindeedikt von 1818 die heutige Gemeinde.

### Eingemeindungen
Am 1. Januar 1972 wurde im Rahmen der Gebietsreform die Gemeinde Ilsenbach eingegliedert. Am 1. Januar 1978 kamen die Gemeinden Eppenreuth und Wurz hinzu.

### Einwohnerentwicklung
| Jahr      | 1961 | 1970 | 1987 | 1991 | 1995 | 2000 | 2005 | 2010 | 2015 | 2020 |
| --------- | ---- | ---- | ---- | ---- | ---- | ---- | ---- | ---- | ---- | ---- |
| Einwohner | 1182 | 1225 | 1400 | 1456 | 1493 | 1608 | 1664 | 1608 | 1588 | 1664 |

Zwischen 1988 und 2018 wuchs die Gemeinde von 1402 auf 1592 um 190 Einwohner bzw. um 13,6 % der Einwohnerzahl.

## Politik
Die Gemeindeverwaltung befindet sich in Neustadt an der Waldnaab.

### Gemeinderat
Die Gemeinderatswahl 2020 erbrachte folgende Stimmenanteile und Sitzverteilung:
- Christliche Wählergemeinschaft (CWG): 34,7 % (4 Sitze)
- CSU: 31,1 % (4 Sitze)
- Freie Wählergemeinschaft (FWG): 17,5 % (2 Sitze)
- SPD: 16,8 % (2 Sitze)

### Bürgermeister
Erster Bürgermeister ist seit Mai 2014 Rudolf Schopper (CWG).

### Wappen
| Wappen von Püchersreuth | Blasonierung: „In Silber über balkenförmigem rotem Gitter ein springender schwarzer Hund mit goldenem Halsband.“          |
| Wappen von Püchersreuth | Die Gemeinde führt dieses Wappen seit 1991; das ursprüngliche Gemeindewappen von 1986 zeigte den springenden Hund in Rot. |

## Kultur und Sehenswürdigkeiten

### Bauwerke
- Wallfahrtskirche St. Quirin nahe dem Gemeindeteil Ilsenbach
- Pfarrhof Wurz von Philipp Muttone
- Evangelische Kirche St. Peter und Paul
- Katholische Pfarrkirche St. Peter und Paul
- Turmhügel Püchersreuth

### Wurzer Sommerkonzerte
Im Ortsteil Wurz finden alljährlich die Wurzer Sommerkonzerte statt.

## Wirtschaft und Infrastruktur

### Wirtschaft einschließlich Land- und Forstwirtschaft
Im Jahr 2021 gab es nach der amtlichen Statistik in der Land- und Forstwirtschaft 11 und im produzierenden Gewerbe 65 sozialversicherungspflichtig Beschäftigte am Arbeitsort. In sonstigen Wirtschaftsbereichen waren am Arbeitsort 53 Personen sozialversicherungspflichtig beschäftigt. Sozialversicherungspflichtig Beschäftigte am Wohnort gab es insgesamt 725. Im verarbeitenden Gewerbe und im Bauhauptgewerbe gab es jeweils einen Betrieb. Zudem bestanden 34 landwirtschaftliche Betriebe mit einer landwirtschaftlich genutzten Fläche von 1346 Hektar, davon waren 973 Hektar Ackerfläche und 372 Hektar Dauergrünfläche.

### Bildung
2022 gab es folgende Einrichtungen:
- Zwei Kindergärten mit 109 Kindergartenplätzen
- Eine Volksschule mit drei Lehrkräften und 64 Schülerinnen und Schülern

## Persönlichkeiten
- Nikolaus Eppenreuther, Waldsassener Abt (1419–1433)
- Maximilian Roth (* 1899 in Wurz; † 1945 in München), Oberfeldwebel, Kompaniedolmetscher, Teilnehmer der Widerstandsaktion Freiheitsaktion Bayern